# Trångsund, Stockholm

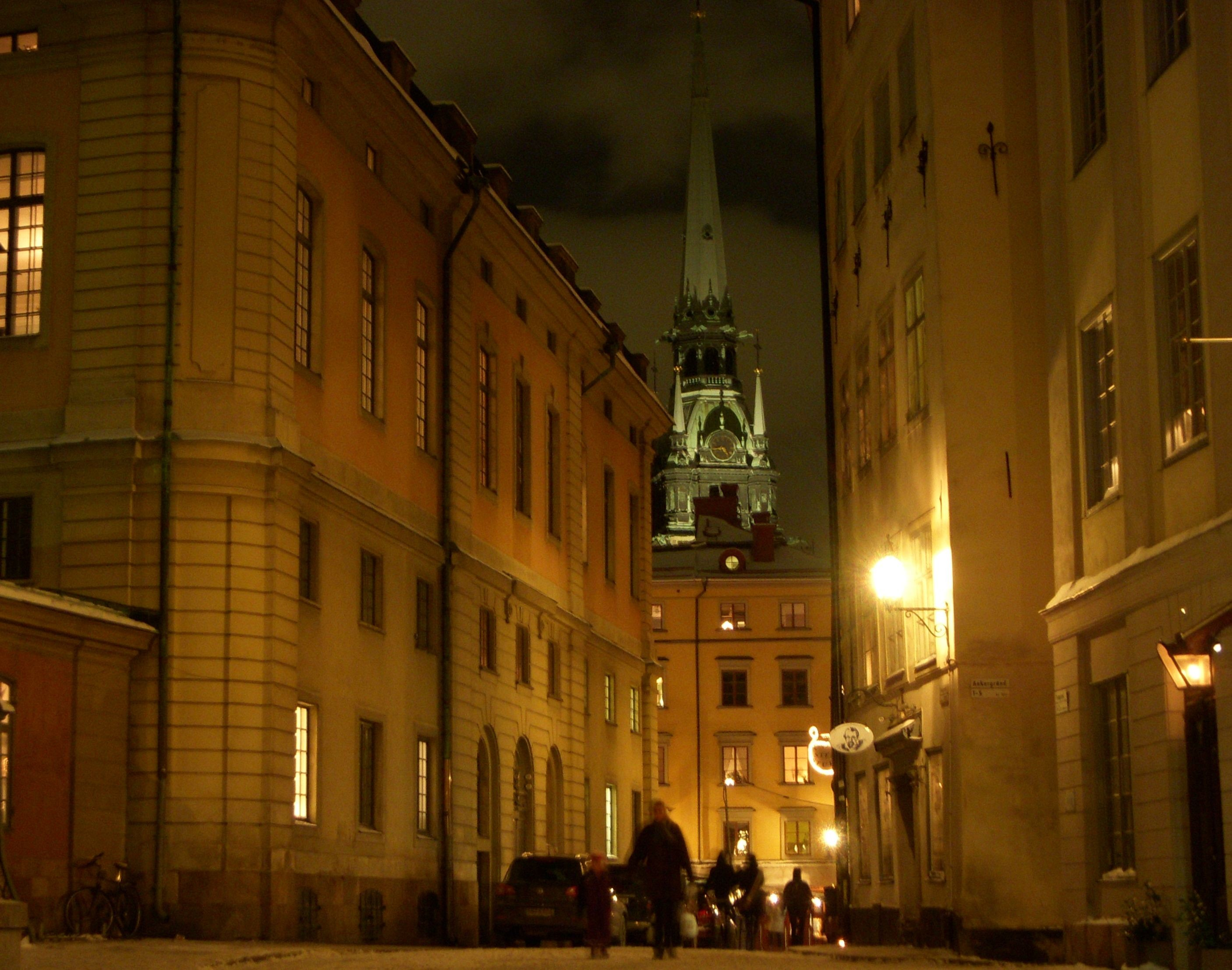
Trångsund med Tyska kyrkan i bakgrunden.

Trångsund är en gata i Gamla stan i Stockholm som leder från Storkyrkobrinken 1 till Stortorget 2-14 förbi Storkyrkan. Gatan fick sitt namn redan på 1500-talet.
Fram till 1816 låg en kyrkogård runt Storkyrkan, omgiven av en mur. Trångsund var då en mycket smal gränd, och det var mycket besvärligt att passera här.

## Byggnader längs gatan
- Nr 1, Storkyrkan, de äldsta delarna från 1100-talet
- Nr 2, Asplundska huset, byggnaden uppförd på 1650-talet
- Nr 4, Robeckska huset, byggnaden uppförd på 1600-talet, medeltida källare
- Nr 5, Börshuset, byggnaden uppförd 1778
- Nr 6, Stuténska huset, byggnaden uppförd på 1600-talet
- Nr 8, Frans Carrés hus, efter handelsmannen Frans Carré, som på 1750-talet lät restaurera det medeltida huset
- Nr 10, Sundmanska huset, byggnaden uppförd 1638
- Nr 12, Knorringska huset, byggnaden uppförd på 1600-talet, förvärvades 1973 av Gunnar Sträng
- Nr 16 (Stortorget), Scharenbergska Stortorgshuset, byggnaden uppförd på 1200-talet, innehöll under 300 år apoteket "Korpen"